# رونالد فرنسيس
رونالد فرنسيس (بالإنجليزية: Ronald Francis)‏ هو رسام أسترالي، ولد في 5 سبتمبر 1954 في أستراليا.